# Mariana Bento
Mariana Bento (* 22. November 2001 in Foros da Charneca, Benavente) ist eine portugiesische Leichtathletin, die sich auf den Siebenkampf spezialisiert hat. Sie studiert Sport an der Universidade Lusófona und startet für den Verein Sporting Lissabon.

## Sportliche Laufbahn
Erste internationale Erfahrungen sammelte Mariana Bento beim Europäischen Olympischen Jugendfestival (EYOF) 2017 in Győr, bei dem sie im Weitsprung mit 5,33 m auf den zwölften Platz gelangte und über 100 m Hürden mit 14,74 s in der Vorrunde ausschied. Zudem verpasste sie mit der portugiesischen 4-mal-100-Meter-Staffel mit 48,19 s den Finaleinzug. 2022 belegte sie bei den Ibero-Amerikanischen Meisterschaften in La Nucia mit 5418 Punkten den vierten Platz im Siebenkampf und im Jahr darauf schied sie bei den U23-Mittelmeer-Hallenmeisterschaften in Valencia mit 8,61 s in der ersten Runde im 60-Meter-Hürdenlauf aus. 2025 belegte sie bei den World University Games in Bochum mit 5956 Punkten den fünften Platz im Siebenkampf. 
In den Jahren 2021, 2022 und 2025 wurde Bento portugiesische Meisterin im Siebenkampf sowie 2022 und 2025 Hallenmeisterin im Fünfkampf. 

## Persönliche Bestleistungen
- 100 m Hürden: 13,41 s (+0,6 m/s), 21. Juni 2025 in Arona
  - 60 m Hürden (Halle): 8,26 s, 1. Februar 2025 in Lissabon
- Siebenkampf: 6020 Punkte, 3. August 2025 in Braga
  - Fünfkampf (Halle): 4291 Punkte, 14. März 2025 in Pombal